# Vinzenz Guggenberger
Vinzenz Guggenberger (ur. 21 marca 1929 w Osterham; zm. 4 lipca 2012 w Straubing) – niemiecki duchowny rzymskokatolicki, w latach 1972–2004 biskup pomocniczy Ratyzbony. 

## Życiorys
Święcenia kapłańskie przyjął 29 czerwca 1953 w diecezji Ratyzbony. 17 maja 1972 papież Paweł VI powołał go na urząd biskupa pomocniczego tej diecezji, ze stolicą tytularną Abziri. Sakry udzielił mu 24 czerwca 1972 Rudolf Graber, ówczesny biskup diecezjalny Ratyzbony. 21 marca 2004 osiągnął biskupi wiek emerytalny (75 lat) i już następnego dnia opuścił swoje stanowisko. Od tego czasu pozostawał biskupem seniorem diecezji.